# Börje Hörnlund
Olov Börje Hörnlund, född 17 juni 1935 i Hörnsjö, Nordmaling, är en svensk politiker (fram till 2010 centerpartist), som var riksdagsledamot 1976–1996, statsråd (arbetsmarknadsminister) i regeringen Carl Bildt 1991–1994 och landshövding i Västernorrlands län 1996–2000.

## Biografi
Hörnlund avlade realexamen 1953, lämnade Statens skogsskola 1960 och avslutade sin skogsmästarutbildning 1963, var skogsinspektor i Västerbottens skogsägarförening 1960–1961 och skoglig regionchef där 1963–1967. Han var landstingsråd för utbildning och kultur i Västerbottens län 1968–1970 och finanslandstingsråd i samma län 1971–1976.
Han var riksdagsledamot 1976–1996. I regeringen Carl Bildt var Hörnlund statsråd (arbetsmarknadsminister) och chef för arbetsmarknadsdepartementet 1991–1994, samt var landshövding i Västernorrlands län 1996–2000.
Hörnlund var ordförande i landstingsförbundet 1977–1980, dess vice ordförande 1980–1983 och ledamot från 1983. Han var ordförande i Sjukvårdens och socialvårdens planerings- och rationaliseringsinstitut (Spri) 1977–1980 och dess vice ordförande från 1980, ordförande i hälso- och sjukvårdsutredningen 1977–1979 och styrelseledamot i första AP-fonden 1978–1980. Vidare var han vice ordförande i AC-invest 1980–1985, ledamot av Västerbottens läns landsting 1967–1994, i centerns partistyrelse från 1977 och i sysselsättningsutredningen 1976–1978. Han var styrelseledamot i Norrlandsfonden 1972–1976, vice ordförande för Samhällsföretag 1979–1981 och därefter ledamot 1982–1985, styrelseledamot i socialstyrelsen 1973–1977, ledamot i EK 81 (kärnkraftsavvecklingskommittén) samt ordförande i centerns kommunala sektion från 1986. Han satt i Riksbanksfullmäktige 1988–1991, var ledamot av Riksrevisionsverkets råd och regionalpolitiska utredningen 1987–1989. Han var ordförande i Folkrörelserådet Hela Sverige ska leva 1996–2000. Hörnlund mottog Hans Majestät Konungens medalj i 12:e storleken i Serafimerordens band 2000.

### Familj
Börje Hörnlund är son till lantbrukaren Evert Hörnlund och Dagny Hörnlund, född Lindberg. Han gifte sig 1973 med folkskolläraren Ulla Sikström (1937–1991), dotter till skogsarbetaren Karl Sikström och Göta Sikström, född Sahlström.